# マイケル・グルーバー (作家)
マイケル・グルーバー（Michael Gruber、1940年10月1日 - ）は、アメリカ合衆国の作家。

## 生涯
ブルックリン区で生まれ、コロンビア大学を経て、マイアミ大学にて海洋生物学の博士号を取得した。小説家になる前は海洋生物学者、スピーチライター、ホワイトハウスの政策顧問、アメリカ合衆国環境保護庁の官僚など、ワシントンで20年間政府関係の仕事に携わっていた。その後推理作家のゴーストライターを務め、『夜の回帰線』で正式にデビュー。2006年、本書につづくジミー・パス・シリーズ3作目の Night of the Jaguar を発表。現在はワシントン州シアトルに在住している。

## 著書
- Tropic of Night
  - マイケル・グルーバー 著、田口俊樹 訳『夜の回帰線』 上巻、新潮社〈新潮文庫〉、2004年7月。ISBN 4-10-214321-1。
  - マイケル・グルーバー 著、田口俊樹 訳『夜の回帰線』 下巻、新潮社〈新潮文庫〉、2004年7月。ISBN 4-10-214322-X。
- Valley of Bones
  - マイケル・グルーバー 著、田口俊樹 訳『血の協会』 上巻、新潮社〈新潮文庫〉、2006年9月。ISBN 4-10-214323-8。
  - マイケル・グルーバー 著、田口俊樹 訳『血の協会』 下巻、新潮社〈新潮文庫〉、2006年9月。ISBN 4-10-214324-6。
- The Witch's Boy
  - マイケル・グルーバー 著、三辺律子 訳『魔女の愛した子』理論社、2007年7月。ISBN 978-4-652-07911-9。
- The Book of Air and Shadows
  - マイケル・グルーバー 著、富永和子 訳『わが骨を動かす者へ : 1611年のシェイクスピア』 上巻、エンターブレイン、2008年1月。ISBN 978-4-7577-3938-3。
  - マイケル・グルーバー 著、富永和子 訳『わが骨を動かす者へ : 1611年のシェイクスピア』 下巻、エンターブレイン、2008年1月。ISBN 978-4-7577-3939-0。